# ごま油
| 項目                 | 分量（g） |
| -------------------- | --------- |
| 脂肪                 | 100       |
| 飽和脂肪酸           | 14.2      |
| 16:0（パルミチン酸） | 8.9       |
| 18:0（ステアリン酸） | 4.8       |
| 一価不飽和脂肪酸     | 39.7      |
| 18:1（オレイン酸）   | 39.3      |
| 多価不飽和脂肪酸     | 41.7      |
| 18:2（リノール酸）   | 41.3      |

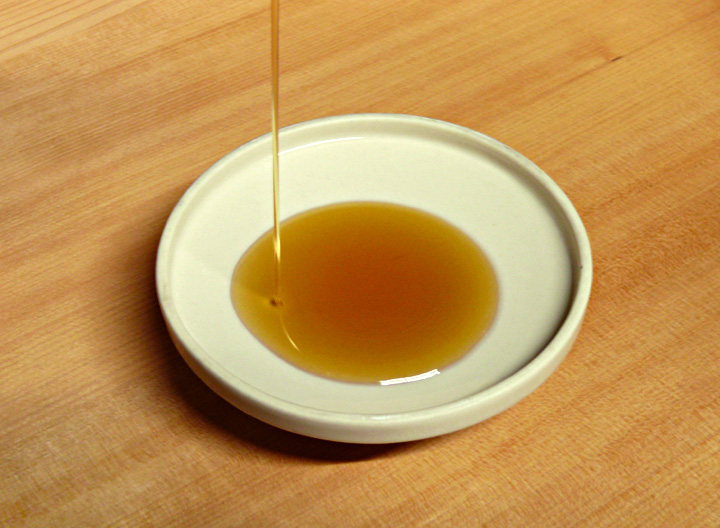
焙煎して絞ったごま油

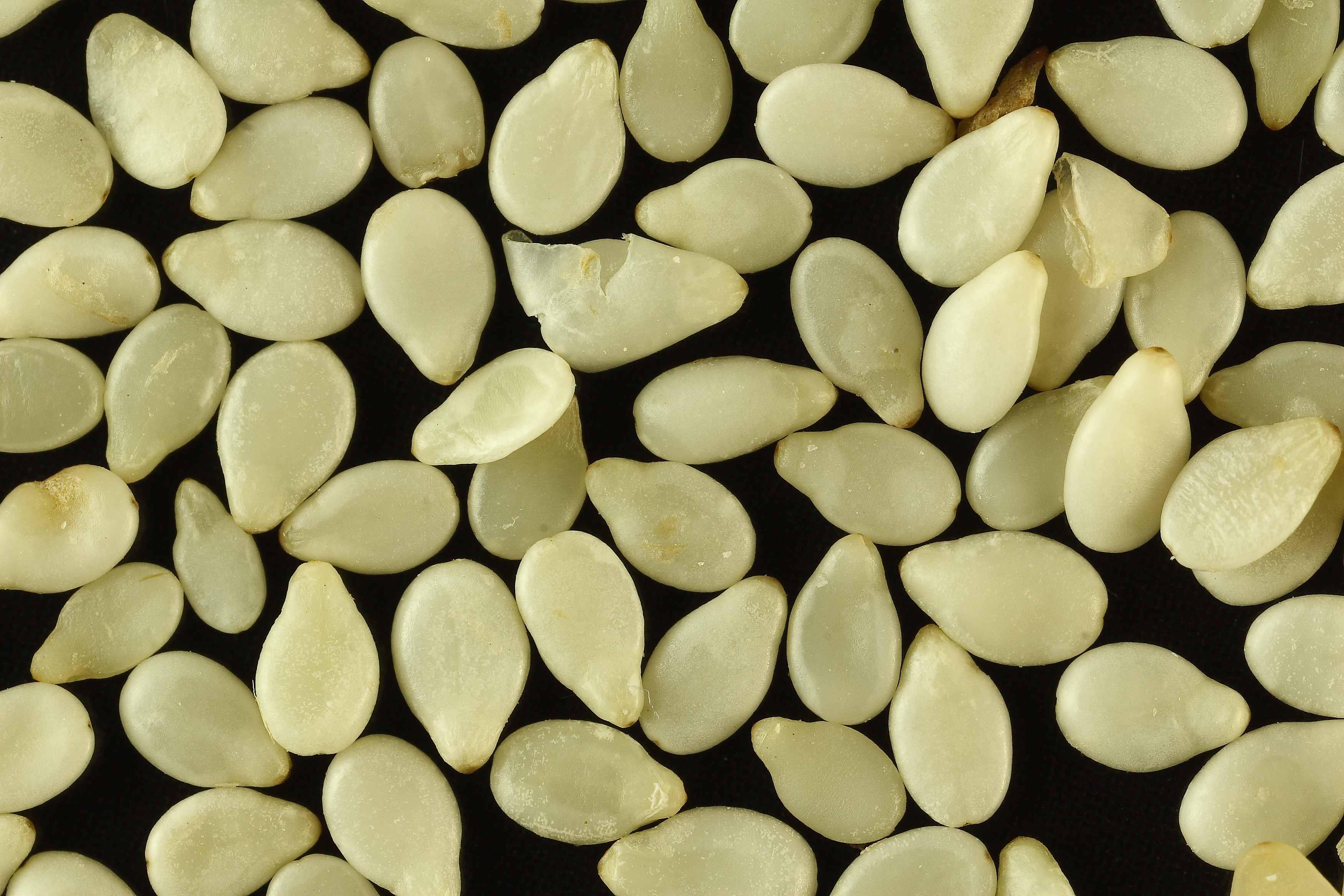
皮をむいた白ゴマの種子

ごま油（ごまあぶら、胡麻油）は、ゴマ（胡麻）の種子に圧搾等の加工をして作られる食用油の一種。

## 概要
ごまは含油率が高いため、種子をそのまま圧搾することでごま油を採油できる。古い時代からごまは油糧植物として世界各地で栽培され、食用のほか灯明用としても利用されてきた。また、栄養価が豊富で酸化安定性にも優れているため、世界中で古来から賞用されてきた。熱帯アフリカ原産のゴマは食用や灯明用の油をとる植物として世界各地に伝播し、インドでも栽培は盛んとなり、サンスクリット語では食用油がゴマと同意語となっている。
焙煎を経て圧搾した正ごま油は中国や日本などで用いられ、ゴマ特有の香味と色調を呈する。一方、焙煎を経ず生のまま採油し、他の植物油脂と同様の精製工程で作られたものはごまサラダ油である。このゴマサラダ油を更に高度に精製することで局方ごま油ができる。

## 製法と種類
ごまの種子は油脂含量が50%以上と主要な油糧種子の中でも最も多いものの一つであり、原始的な圧搾法でも搾油は可能で、現代まで主に搾油には圧搾法が用いられている。
圧搾法を用いる場合、他の油糧種子と同程度の加熱で搾油する生搾り精製油と、特に230℃前後まで強く加熱して搾油する焙煎油がある。
焙煎油
強く加熱して搾油する焙煎油は、茶褐色を呈しており、特有のごま油香をもつ。日本、中国、朝鮮では、この焙煎油がごま油の特徴をもつものとして一般的に用いられる（高温圧搾方式と呼ばれている）。
生搾り精製油
加熱温度を高くせず、通常の大豆油などと同様に、脱酸、脱色、脱臭などの工程を経て製品化されたものを生搾り精製油という。生搾り精製油は欧米ではサラダ油として利用され、日本では高級天ぷら油として使用される。また、軟膏など薬用で用いられるものも生搾り精製油である。
先述のように、技術の進歩により焙煎温度と時間を細かく調節できるようになり、ゴマを焙煎しないで搾油した無色のゴマサラダ油（未焙煎ごま油）も登場している。これらは太白胡麻油（太白油）などの名称で市販されている。
なお、ごま油に大豆油や菜種油をブレンドしたものを調合ごま油という。これに対し、ごま油のみのものを指して純正ごま油という。

## 成分と効能
ゴマの一般食品成分では、脂質が50%以上あり、主要な油糧種子の中で最も多い方である。
ごま油はC18の不飽和脂肪酸であるオレイン酸とリノール酸が主成分。脂肪酸の比率は以下の通り。
| 脂肪酸           | 数値表現 | 最小率 | 最大率 |
| ---------------- | -------- | ------ | ------ |
| パルミチン酸     | C16:0    | 7.0 %  | 12.0 % |
| パルミトレイン酸 | C16:1    | 微量   | 0.5 %  |
| ステアリン酸     | C18:0    | 3.5 %  | 6.0 %  |
| オレイン酸       | C18:1    | 35.0 % | 50.0 % |
| リノール酸       | C18:2    | 35.0 % | 50.0 % |
| α-リノレン酸     | C18:3    | 微量   | 1.0 %  |
| エイコサン酸     | C20:1    | 微量   | 1.0 %  |

ヨウ素価が110前後の良質な食用油である。ごま油はリノール酸を多く含まれているが、トランス異性体はほとんど存在しない。

### 香気
ごま油の香気成分には含硫黄化合物が含まれているとされる。この含硫黄化合物の内、チアゾール類14種、チオフェン類11種類、チオール類・サルファイド類・ジサルファイド類20種類の計45種類が同定されている。

## 用途
ゴマから産する油は古代から食用や灯明用に用いられてきた。

### 食用
ごま油は特有の香味をもち、優れた酸化安定性を有することから食用に広く使用されてきた。
焙煎ごま油は初期には開放式煎釜によりゴマを160 - 180℃まで焙煎する玉締めという搾油法が行われ、香りや色も薄かったため単独で揚げ油として使用された。その後、ごま油の収量を増やすために670℃-680℃の熱風を用いる熱風焙煎とエキスペラーにより圧搾したものが登場したことで、香りが強く色も濃くなったため、調理用途は限定されるようになった。しかし、技術の進歩により、焙煎温度と時間を細かく調節した多様なごま油がみられるようになっている。
日本では奈良時代から焙煎ごま油が食用とされ、明治時代になるまで揚げ油の中心は焙煎ごま油だった。その後、日本では戦時色が強くなった1941年6月から食用油の配給制度が始まったが、配給される油種はごま油と大豆油に限定されていた。
中華料理では「芝麻油」（ジーマヨウ、zhīmayóu）、「麻油」（マーヨウ、máyóu）、「香油」（シアンヨウ、xiāngyóu）と称し、薫り付けとして加えられることがよくある。ラー油を作る原料としても使われる。
一方、欧米では生搾り精製油がサラダ油として利用されている。

### 薬用
生搾り精製油は軟膏など薬用で用いられる。日本薬局方にも収載されている。
香りが薄いため、頭髪油としても用いる。インドのアーユルヴェーダではアビアンガ（オイルマッサージ）に使用される。化粧品などの溶媒として使われる例もある。

## 文化
- 中国には「芝麻油」（ごま油）と題する民謡が西北地方にあり、のちに毛沢東をたたえる替え歌「東方紅」に変えられて、有名になった。